# Synagoga w Sofii
Synagoga w Sofii (bułg. Софийска синагога, Sofijska sinagoga) – synagoga znajdująca się w Sofii, stolicy Bułgarii. Jest największą synagogą na Bałkanach, jedną z największych w Europie oraz jedną z dwóch funkcjonujących w Bułgarii.

## Historia
Przygotowania do budowy synagogi zaczęły się w 1903 roku. 13 listopada 1905 roku uroczyście wmurowano kamień węgielny i przystąpiono do budowy. Projekt synagogi wykonał austriacki architekt Friedrich Grünanger, który wzorował się na sefardyjskiej synagodze w Wiedniu.
Synagoga została uroczyście otwarta 9 września 1909 roku w obecności cara Bułgarii Ferdynanda I Koburga oraz władz miejskich. 8 maja 1992 roku w budynku otwarto Żydowskie Muzeum Historyczne, w którym znajdują się ekspozycje dotyczące Holocaustu oraz historii bułgarskich Żydów.
Synagoga jest jednym z najbardziej charakterystycznych budynków Sofii, może pomieścić do 1300 osób. W synagodze znajduje się największy w Bułgarii żyrandol ważący ponad 2 tony. Mimo rozmiarów budowli, na nabożeństwa regularnie przychodzi około 60 osób.